# بیلی کار
بیلی کار (انگلیسی: Billy Carr; ۷ مارس ۱۹۰۵ – ۱۹۸۹ (۸۳−۸۴ سال)) بازیکن فوتبال اهل بریتانیا بود.
از باشگاه‌هایی که در آن بازی کرده‌است می‌توان به باشگاه فوتبال هادرزفیلد تاون و باشگاه فوتبال ساوتند یونایتد اشاره کرد.